# Mnemosyne dohertyi
Mnemosyne dohertyi är en insektsart som beskrevs av William Lucas Distant 1907. Mnemosyne dohertyi ingår i släktet Mnemosyne och familjen kilstritar. Inga underarter finns listade i Catalogue of Life.